# Sungai Melawi
Sungai Melawi är ett vattendrag i Indonesien.   Det ligger i provinsen Kalimantan Barat, i den nordvästra delen av landet, 900 km nordost om huvudstaden Jakarta.